# Magnus Forteman

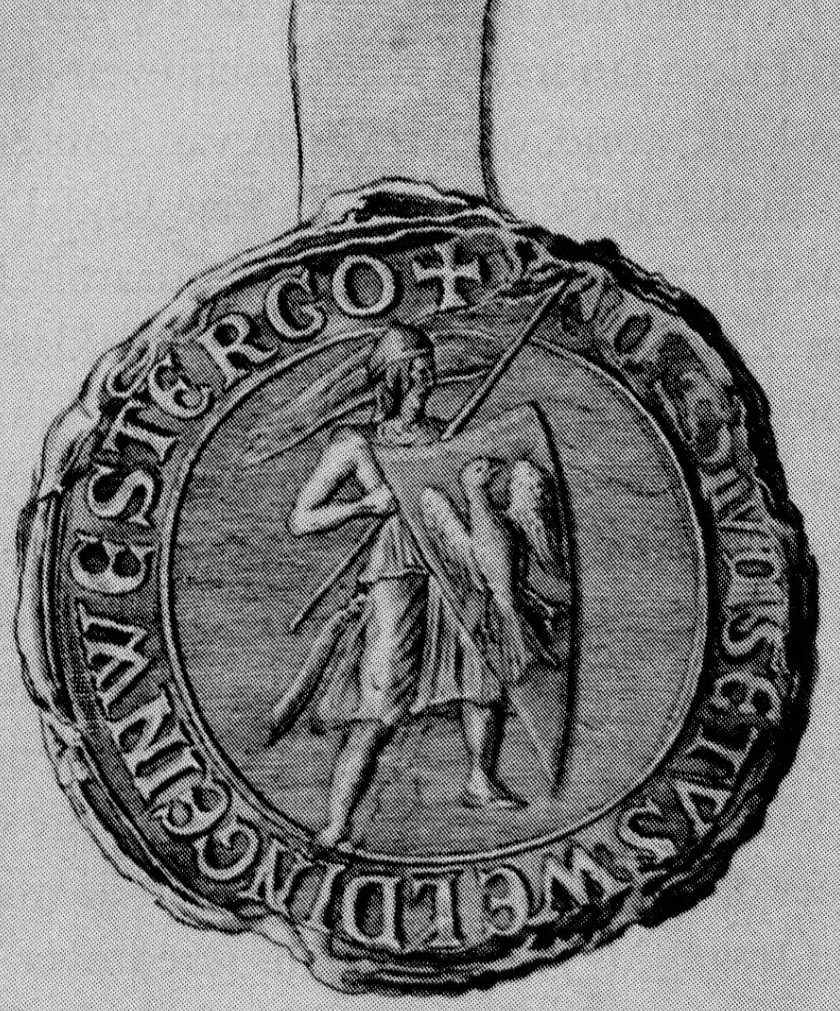
Magnus op het zegel van de samenkomst te Wons in Westergo uit 1270

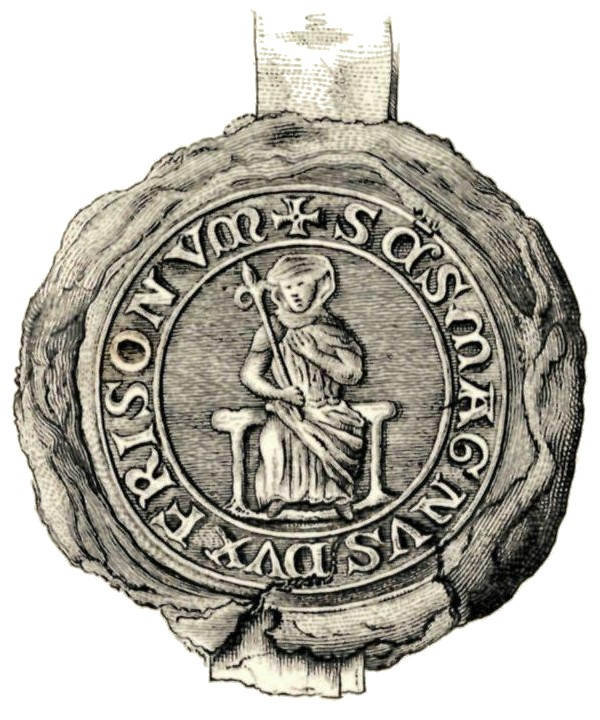
Het contrazegel toont Magnus als bestuurder namens de keizer

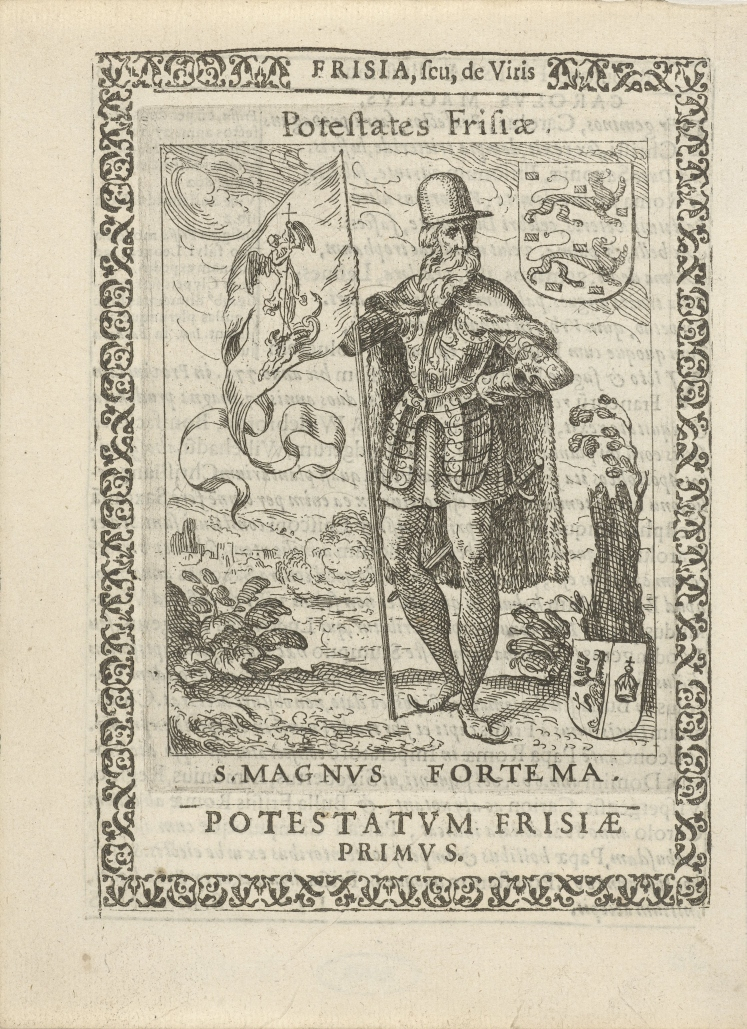
Magnus Forteman, eerste potestaat van Friesland. Ets van Pieter Feddes van Harlingen.
Uit: Martin Hamconius, Frisia seu de viris rebusque Frisiae illustribus, 1623 (collectie Rijksmuseum)

Magnus of Magnus Forteman is de legendarische Friese vaandeldrager uit de 9e eeuw, onder wiens aanvoering de Friezen in het jaar 799 de stad Rome voor Karel de Grote veroverd zouden hebben. Hij speelt een belangrijke rol in de 13e-eeuwse Magnuskeuren, in Karelsprivilege uit het begin het van de 14e eeuw en in andere mythische geschriften uit het einde van de middeleeuwen.
Algemeen beschouwt men de Magnussage als een sage en het Karelsprivilege als een vervalsing.

## Magnussage
Aanleiding voor de verovering van Rome zou een opstand van de adel zijn geweest. De sagen verhalen dat men bij die gelegenheid Paus Leo III de ogen had uitgestoken en hem de stad had uitgezet. Deze paus zou een broer van Karel de Grote zijn geweest.
De Magnussage verhaalt hoe de Romeinse edelen tijdens het beleg een uitval deden, maar door de Friezen werden teruggeslagen. De Friezen bleven doorvechten en veroverden zelfs de hele stad Rome. Nadat de Friezen de stad veroverd hadden, zouden ze de poorten dicht hebben gedaan en de stad bezet houden. Karel de Grote stond met zijn leger buiten de poorten en stond nu tegenover de vastberaden Friezen. "De Friezen zonden hem toen ijlboden en verkondigden Karel, de goede koning, dat zij de stad te nimmer zouden overgeven aleer hij hen van de banden bevrijdde en daarenboven moest hij hun zoveel vrijheid geven als zij zelf wilden hebben opdat zij vrij van schande konden trekken naar hun landen". Karel de Grote wilde de bezetters overladen met goud en zilver maar de Friezen eisten dat hij hen hun vrijheid terug zou geven. Karel de Grote beloonde de Friezen daarop met een uit zeven artikelen bestaand privilege (de Magnuskeuren), dat de basis legde voor de Friese Vrijheid. Ook gaf hij de Friezen hun Zeventien Keuren en Vierentwintig Landrechten. Paus Leo III stichtte, na zijn bevrijding, dicht bij het Vaticaan de Friezenkerk, gewijd aan de aartsengel Michael. Dit als eeuwige herinnering aan de heldendaden van de Friezen. De huidige Friezenkerk dateert uit de 12e eeuw.

## Magnusvaan
De wonderdoende banier van Magnus (zie Magnusvaan) zou volgens de fantasierijke geschriften Thet Freske Riim en de daarvan afgeleide Tractatus Alvinus (rond 1500) afkomstig zijn van Friso, de legendarische stamvader der Friezen. Volgens deze geschriften lag dit vaandel eeuwenlang begraven op een geheime plek aan de oevers van de Eems, maar kon het op aanwijzing van de heilige Willibrord ongeschonden worden teruggevonden. Nadat het vaandel was geborgen, begonnen de zeven dorre bomen die op de vergaderplaats van de Upstalsboom stonden, spontaan weer uit te botten. Onder Magnus' leiding werden de Deense bezetters verjaagd en werd het kasteel Gronenburg bij de stad Groningen geslecht.

## Magnus van Trani
De figuur van Magnus heeft zijn oorsprong in de heilige Magnus van Trani, sinds het midden van de 12e eeuw een der beide patroonheiligen van de Kerk der Friezen (samen met de aartsengel Michaël). Dit nadat men eerder zijn relieken hierheen had overgebracht. De Friezen hadden ze graag willen meenemen naar het noorden, maar dit werd door een wonder verhinderd. Een deel van de arm van de heilige ging wel mee. Hij werd in 1153 bewaard in een kostbare schrijn in de kerk van Esens in Oost-Friesland en de inzet van een bloedige oorlog. 
De keuze voor deze heilige was gold vermoedelijk tevens een eerbetoon aan Karel de Grote (Carolus Magnus). Zo ontleende ook koning Magnus de Goede (ov. 1047) van Noorwegen zijn doopnaam aan de grote keizer. Tegelijkertijd werd een oudere legende, die verhaalde hoe het lichaam van de heilige in de 9e eeuw was overgebracht van Fondi naar Anagni herschreven, waardoor Friese krijgers die tegen de Saracenen vochten hierin een hoofdrol kregen. Zo kon men tevens aannemelijk maken dat de relieken van de heilige zich daadwerkelijk in Rome en niet in Anagni bevonden. De achtergrond hiervoor was waarschijnlijk politiek: de bisschopsstad Anagni was een van de belangrijkste steunpunten van de paus in diens investituurstrijd met de Duitse koning, aan wie de Friezen loyaal waren. De Friese Magnussage lijkt dan ook gemodelleerd te zijn naar een anekdote uit de Kaiserchronik, die de heldendaden van de nieuwe koning Koenraad III en zijn voorgeslacht verheerlijkt.
Waar de heilige Magnus begraven zou liggen, is omstreden. Niet alleen de Kerk der Friezen in Rome, ook de parochie van Anagni beweert zijn graf te bezitten.
Mogelijk was er soms sprake van verwarring met de soldatenheilige Magnus van Cuneo, een van de leden van het Thebaanse Legioen, die op zijn beurt weer werd verwisseld met de heilige Magnus van Füssen uit Zwaben.

## Rijksvaandeldrager
Al vrij snel ging men de heilige Magnus identificeren met de Friese vaandeldrager. De oudste afbeelding van hem dateert uit 1270 en toont een ridder met een schild, waarop het keizerlijke wapen staat afgebeeld. 
De functie die men hierdoor aan Magnus toedichtte was vergelijkbaar met die van sommige tijdgenoten zoals de IJslandse vaandeldrager (merkismaðr) Hrafn Odsson, die als stadhouder namens de Noorse koning optrad. Binnen het Duitse Rijk speelden de vaandeldragers die het rijksstormvaandel droegen eveneens een belangrijke rol. De mythische voorvader van de hertogen van Zwaben, de prefect Gerold was volgens Kaiserchronik de eerste die deze functie bekleedde. De kronieken stellen dat hij de stamvader van het keizersgeslacht Hohenfstaufen was. De Magnussage sluit hierbij aan, door te suggereren dat Magnus het vaandel uit Gerolds handen had ontvangen. Het gebied tussen Rijn en Wezer had een eigen voorvechter of vaandeldrager, een taak die al in 1075 in handen lag van de graven van Werl-Arnsberg. Koenraad II van Werl-Arnsberg sneuvelde in 1092 tegen de Oost-Friezen.
De verhalen over Magnus zijn mogelijk tevens verward met verhalen over koning Magnus I van Zweden, dan wel over andere Scandinavische vorsten. Het fictieve wapen van de koningen van Friesland (met pompeblêden), dat sinds de veertiende eeuw in wapenboeken opduikt, vertoont een opvallende gelijkenis met de wapens van het Zweedse koningshuis.

## Thet Freske Riim
Volgens Thet Freske ríím en Tractatus Alvinus was Magnus een voorname ridder van Friese afkomst, die eerder in dienst stond van de heidense koning Radboud van Denemarken. Hij resideerde aanvankelijk op de Gronenburg bij Groningen, later op het Kasteel Bentheim. Nadat Willibrord hem had gedoopt met water uit een heilige bron die hier spontaan ontsprong, werd hij verkozen tot vaandeldrager van de Friezen. Eenmaal teruggekeerd uit Rome benoemde keizer Karel hem tot opperrechter van de Zeven Friese Zeelanden en tot graaf van Bentheim. De Gronenburg werd verwoest.
Er wordt wel gedacht dat deze verhalen dateerden uit de tijd van graaf Everwijn II, die van 1509 tot 1515 stadhouder van Friesland was. Maar sommige verhaalelementen kunnen evengoed veel ouder zijn. Al in 1209 vernielden Friese krijgers de burcht van Bentheim, nadat graaf Otto I was overleden. Met name in het Groningerland hadden de graven van Bentheim rond 1300 oude rechten; ze beschouwden zich de leenheren van Scharmer en omstreken. De Magnussage lijkt dan ook de neerslag te zijn van verschillende verhaalcycli, die achteraf in één tijdskader zijn geplaatst.

## Magnus als potestaat
Door apocriefe Friese geschiedschrijvers is - met politieke bedoelingen - een heel geslacht Forteman om hem heen geconstrueerd. Magnus kreeg daarbij de status van de eerste potestaat van Friesland, een voorloper van de latere stadhouders. Zijn vader was dan Gustavus Forteman die in 777 de eerste kerk in Friesland zou hebben gesticht, de dom van Almenum, die net als de Friezenkerk in Rome was gewijd aan de aartsengel Michaël. Magnus zou zijn gesneuveld in de strijd tegen de Saracenen en daarna heilig verklaard. Zijn rechterarm zou volgens sommige berichten samen met de Magnusvaan zijn ingemetseld in een afgesloten nis in de kerk van Almenum.